# George Albert Boulenger
George Albert Boulenger, född 19 oktober 1858 i Bryssel, död 23 november 1937 i Saint-Malo, var en belgisk-brittisk zoolog. 
Han var verksam på Natural History Museum från 1880 till sin pensionering 1920. Som pensionär studerade han rosor och skrev bland annat två volymer om europeiska rosor.
Boulenger var Fellow of the Royal Society, och invaldes 1914 som utländsk ledamot av Kungliga Vetenskapsakademien. Han har utgivit talrika arbeten över reptiler och batrachier och en monografi över Europas ormar (1913).
Auktorsnamnet Boulenger kan användas för George Albert Boulenger i samband med ett vetenskapligt namn inom botaniken; se Wikipediaartiklar som länkar till auktorsnamnet.